# Dakoro (département du Niger)
Pour les articles homonymes, voir Dakoro.
Dakoro est un département du Niger situé dans la région de Maradi la capitale économique.

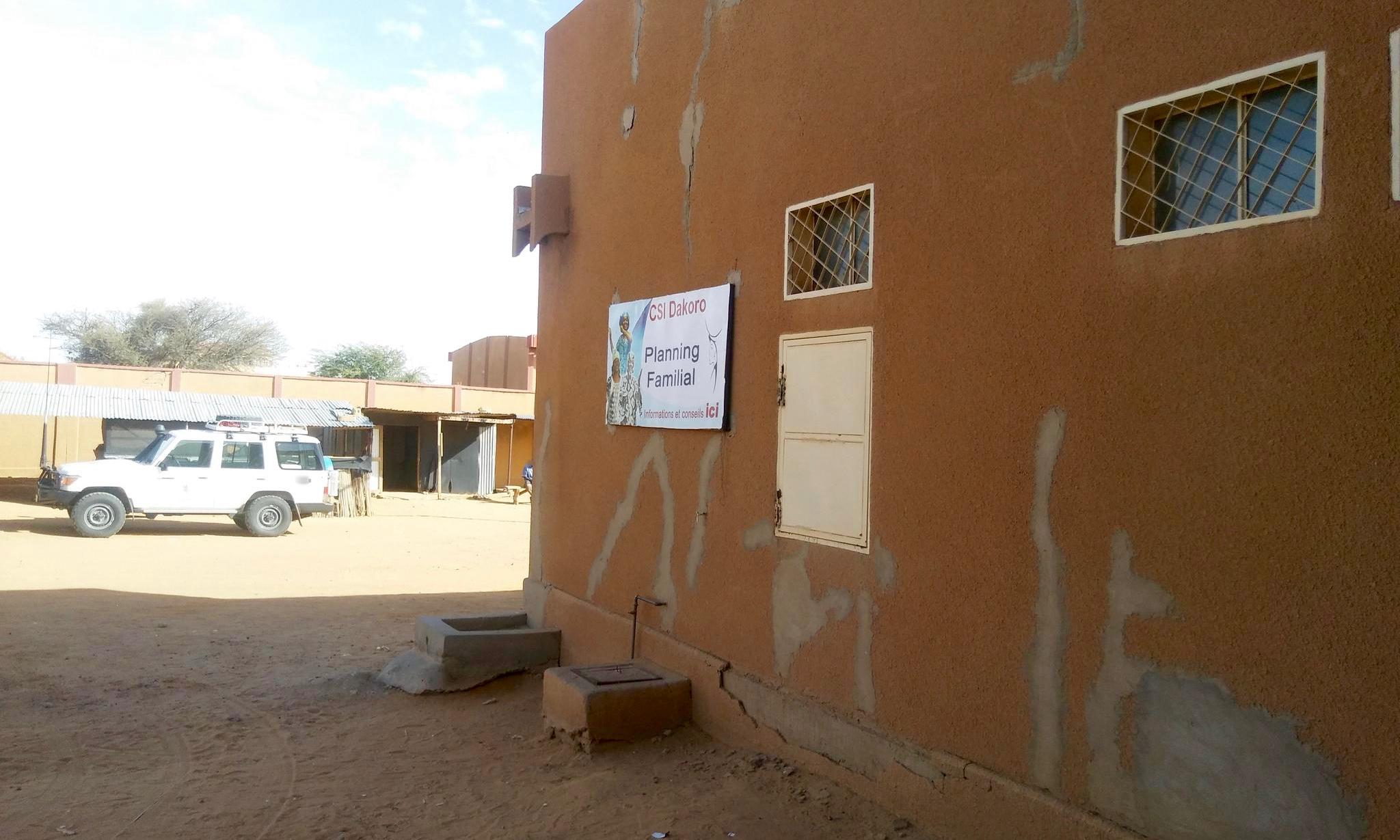
CSI Dakoro, Niger

## Géographie

### Administration
Dakoro est un département de 10 730 km2 de la région de Maradi dont le chef-lieu est la ville homonyme de Dakoro.
Son territoire se décompose en 14 communes:
- Communes urbaines : Dakoro.
- Communes rurales : Adjékoria, Azagor, Bader Goula, Bermo, Birni Lallé, Dan Goulbi, Gadabédji, Korahane,Goda 1 Kornaka, Maïyara, Roumbou I, Sabon Machi, Tagriss.

Le département compte en outre 4 cantons, 3 groupements et 687 villages.

### Situation
Le département de Dakoro est entouré par :
- au nord : le nouveau département de Bérmo depuis 2011,
- à l'est : la région de Zinder (département de Tanout), et le département de Mayahi,
- au sud : le département de Guidan-Roumdji,
- à l'ouest : la région de Tahoua (département de Bouza).

|         | Bérmo          | Belbédji |
| Bouza   | Dakoro         | Mayahi   |
| Madaoua | Guidan-Roumdji |          |

## Histoire
En 2011, le poste administratif de Bérmo est séparé du département de Dakoro et érigé au statut départemental.

## Population
La population est estimée à 630 421 habitants en 2011. De 2001 à 2012, la population a augmenté en moyenne de 3,6 % par an (pour un accroissement national moyen de : 3,9 %).